# (7135) 1993 VO
1993 في أو (ويعرف أيضًا باسم (7135) 1993 في أو وفق تسمية الكوكب الصغير) (بالإنجليزية: 1993 VO)‏ هو كويكب ضمن حزام الكويكبات؛ وترتيبه 7135 من حيث الاكتشاف.
اكتُشف هذا الجُرم الفلكي بواسطة تاكيشي أوراتا ‏ في 5 نوفمبر 1993.

## وصلات خارجية
- (7135) 1993 VO في قاعدة بيانات مختبر الدفع النفاث لأجرام النظام الشمسي الصغيرة

- الاكتشاف · مخطط المدار ·  العناصر المدارية · المعلمات المادية

- (7135) 1993 VO على موقع ويكي سكاي: DSS2, SDSS, GALEX, IRAS, Hydrogen α, X-Ray, Astrophoto, Sky Map, Articles and images